# 馬家洋房
馬家洋房位於重慶市江津區支坪街道真武場，文物遺址年代為1920年，2009年12月15日列為第二批重慶市文物保護單位。